# Nunchaku

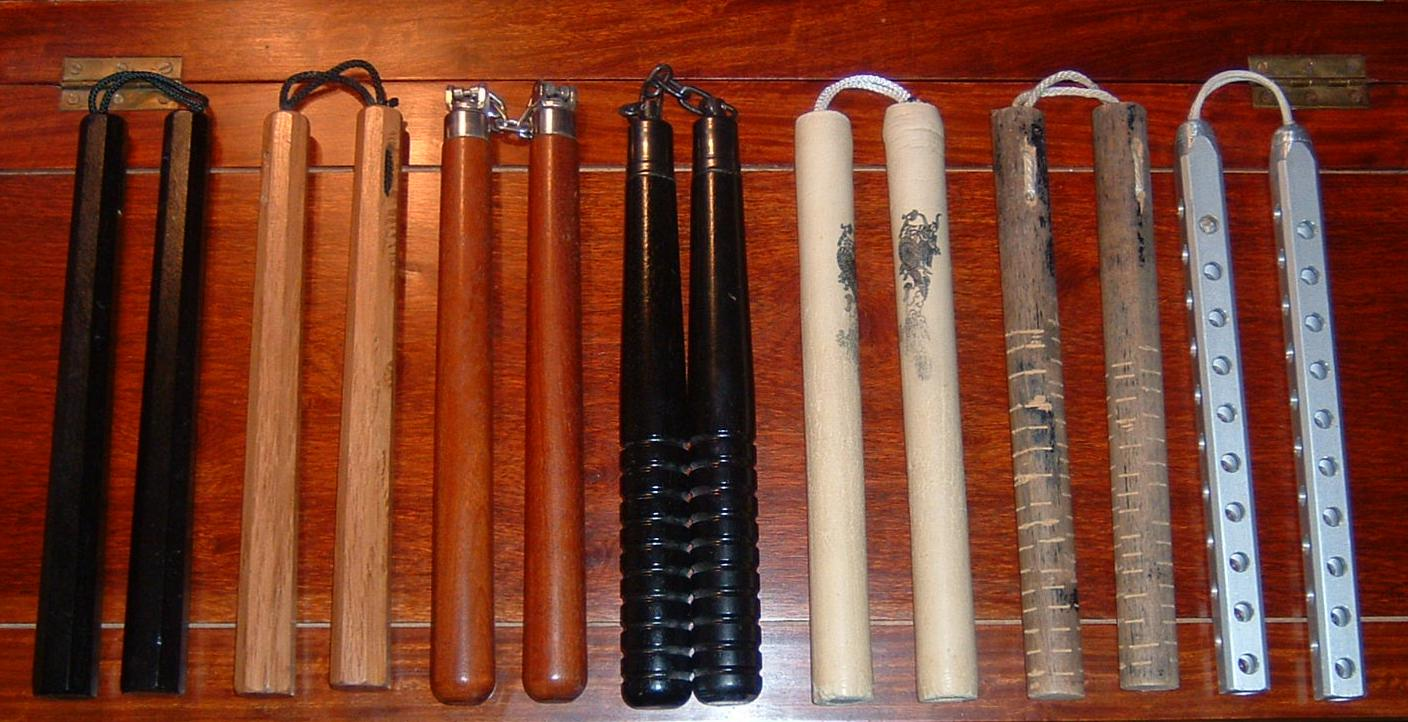
A sinistra due modelli giapponesi di nunchaku (ottagonali), al centro modelli cinesi, l'ultimo a destra è un nunchaku moderno in alluminio

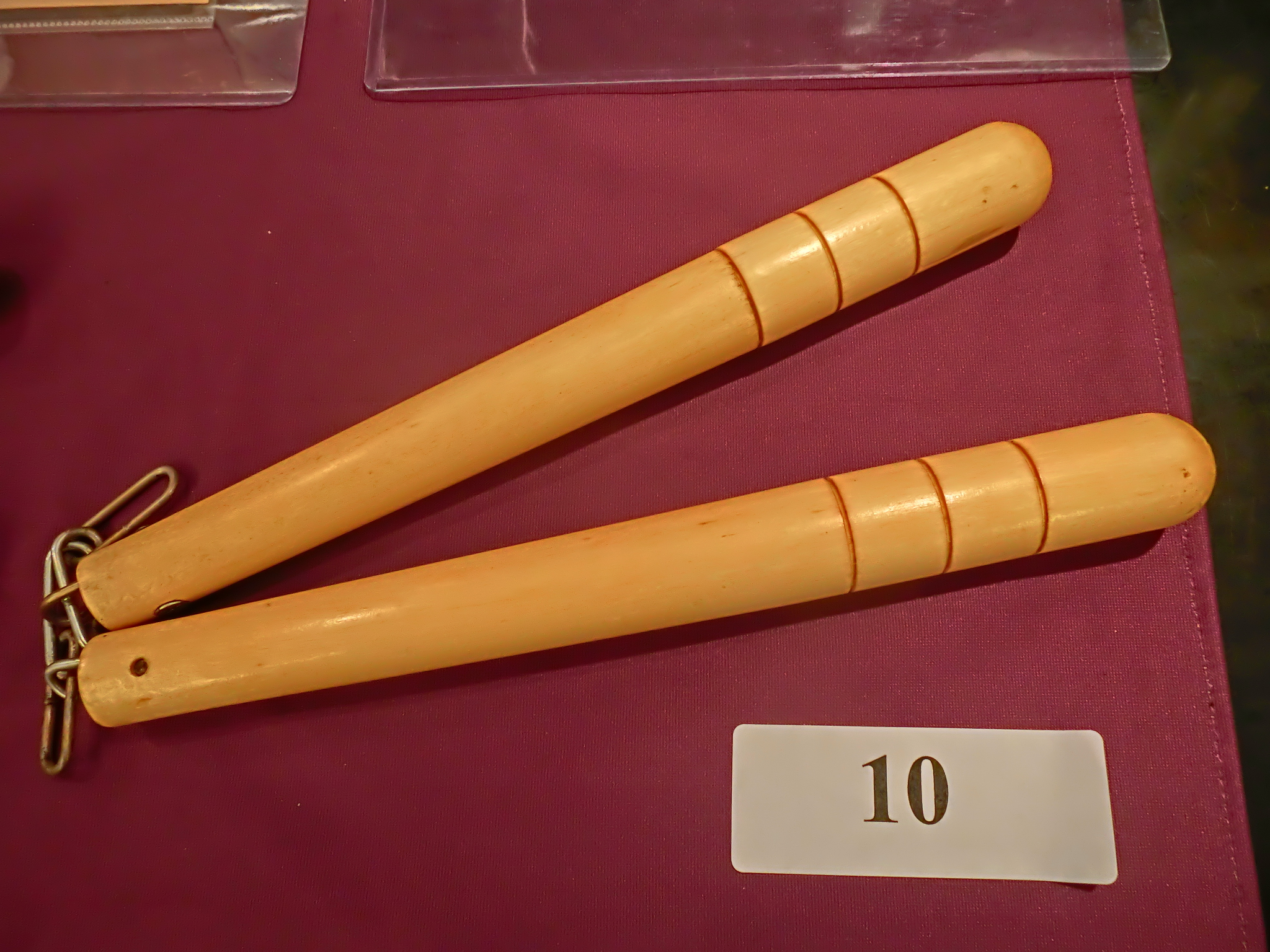
Nunchaku di Bruce Lee

Il nunchaku (in katakana: ヌンチャク, in cinese: 雙節棍, in pinyin: shuāng jié gùn) è un'arma tradizionale, di tipo contundente, diffusa in alcuni Paesi dell'Asia orientale, costituita da due corti bastoni uniti mediante una breve catena o corda.
Viene anche utilizzata in arti marziali come il Jeet Kune Do, il kung fu (il nome dell'arma in cinese è Shuang Jie Gun), il jūjutsu (nel quale sono presenti Kata con le armi, tra cui lo stesso Nunchaku). 

## Storia
La storia del nunchaku è molto incerta e molte delle storie che lo riguardano non hanno trovato conferme ufficiali. Si dice che nel VII secolo la dinastia cinese Sui abbia inventato un'arma partendo dall'idea del morso dei cavalli. Quest'arma, chiamata in giapponese nunchakun, era formata da tre bastoni uniti insieme mediante una catena. Nel corso dei secoli l'arma venne modificata in un bastone snodato a due pezzi chiamato shuāng jié gùn, uno strumento agricolo usato per trebbiare il grano ed il riso, divenendo però allo stesso tempo un'arma non convenzionale semplice e di facile reperibilità, usata da contadini per autodifesa (come testimonianza europea dell'uso contadino di questo strumento, si veda il dipinto di Pieter Bruegel il Vecchio intitolato il Paese della cuccagna).
Fra il XIII e il XIV secolo molti cinesi si stabilirono nelle vicine isole giapponesi di Ryūkyū, la più importante delle quali è Okinawa, e nella città di Kumemura fondarono una vera e propria scuola di arti marziali nella quale veniva insegnato a usare armi non convenzionali per difendersi. Fra queste armi c'era il nunchakun e la popolazione di Okinawa, formata principalmente da contadini, non avendo possibilità di usare le costose armi dei samurai, salutò con entusiasmo la nuova arte marziale che usava strumenti semplici e di tutti i giorni: il kobudō. Il nunchakun venne leggermente modificato e il suo nome venne contratto in nunchaku.
La principale differenza fra lo shuāng jié gùn cinese e il nunchaku giapponese consiste nel fatto che il primo ha bastoni rotondi uniti da una catena, il secondo invece ha bastoni ottagonali uniti da una corda. Questo ha fatto sì che le tecniche riferite ai due attrezzi siano molto differenti fra di loro, sia per le differenze di forma sia perché la corda è meno resistente della catena.

## Descrizione
Il nunchaku è formato dai kon, i due bastoni, le cui estremità si chiamano konto (la superiore) e kontei (l'inferiore), e da himo, la corda o la catena che li unisce. La lunghezza dei due bastoni è variabile, normalmente, tra i 30 ed i 60 cm. La lunghezza ideale dei due bastoni è rappresentata dalla lunghezza dell'avambraccio. Il diametro della base del bastone è di 2,5-3 centimetri, mentre l'estremità superiore si restringe a due centimetri.
La lunghezza della catena o della corda che unisce i due bastoni deve avere uguale larghezza del palmo della mano, ma deve avanzare un anello della catena, altrimenti diventa difficile il controllo dell'arma. Alcune tecniche di freestyle non possono essere applicate al nunchaku con la corda, in quanto l'attrito fra quest'ultima e il bordo interno dell'arma per un modesto periodo di tempo possono consumarla.
Esiste una variante a tre bastoni del nunchaku, chiamata san setsu-kon (in cinese: sān jié gùn).

## Il successo cinematografico
Il primo film in cui appare il nunchaku è Dalla Cina con furore (Jing wu men, 1972) di Lo Wei, dove il famoso attore e artista marziale Bruce Lee usa con maestria quest'arma.
Bruce Lee supera sé stesso nel film da lui diretto L'urlo di Chen terrorizza anche l'Occidente (Meng long guojiang, 1972) usando due nunchaku contemporaneamente. Torna a un nunchaku nel film seguente L'ultimo combattimento di Chen (The Game of Death, 1978) e in uno dei film più famosi I 3 dell'Operazione Drago (Enter the Dragon, 1973) di Robert Clouse.
La sua migliore esecuzione rimane però l'incompiuto The Game of Death: le scene comprendenti l'uso del nunchaku e le rispettive "scene tagliate" sono presenti nel documentario Bruce Lee: la leggenda (Bruce Lee: A Warrior's Journey, 2000).
Come parodia è degno di nota il film Private Eyes (Ban jin ba liang, 1976), in cui il regista e interprete Michael Hui usa due salami legati fra loro a mo' di nunchaku. La stessa scena viene ripresa, come citazione, da Sammo Hung in un episodio della sua serie televisiva Più forte ragazzi (Martial Law, 1998). Un'altra parodia dei nunchaku degna di nota è quella di Steve Oedekerk, regista e interprete di Kung Pow (2002), che usa due talpe legate fra di loro.
In una scena comica di Nati con la camicia un ninja, mentre cerca di intimorire Doug (Agente Mason) (Bud Spencer) eseguendo delle evoluzioni con il nunchaku, commette un errore e rischia di strozzarsi; segue un momento in cui il poliziotto finge preoccupazione, lo aiuta rimuovendogli l'arma dal collo, per poi atterrarlo con uno schiaffo.
Due nunchaku sono anche l'arma personale di Michelangelo, un membro delle Tartarughe Ninja.
In alcuni momenti del manga Ken il guerriero, il protagonista Kenshiro (il cui aspetto è stato ricalcato in parte su Bruce Lee) utilizza uno o due nunchaku.
Storm Shadow, personaggio della serie di giocattoli G.I. Joe: A Real American Hero, a volte viene ritratto con un paio di nunchaku in cartoni, film o linee di action figure. In alcuni casi l'arma viene annessa anche ad altri due personaggi, Snake Eyes e Quick Kick.
Il supererore Devil della Marvel Comics utilizza un bastone che in alcune versioni si divide in due parti unite da una corda, imitando il nunchaku.
Shido (in originale Shū Rei Fuan) dei Cinque Samurai utilizza come arma un sansetsukon che può convertire in un naginata.
Nella puntata Gli scherzi di Spencer di iCarly si vede Sam Puckett (Jennette McCurdy) che tira fuori dei nunchaku dalla borsa, dicendo di volerli tirare su Spencer, ma Carly (Miranda Cosgrove) le dice di rimetterli a posto.
Selphie Tilmitt, personaggio di Final Fantasy VIII brandisce un nunchaku. Anche Ryu Hayabusa, il personaggio della serie di videogiochi Ninja Gaiden può utilizzare i nunchaku con gran maestria.
Il nunchaku viene inoltre utilizzato come arma dal personaggio Maxi nella serie di videogiochi Soul Calibur e nel predecessore Soul Edge da Li Long.
Nel manga e nell'anime di Naruto il personaggio di Gai Maito utilizza come arma un nunchaku.
L'accessorio per la console Nintendo Wii Nunchuck, che si collega al telecomando Wiimote, prende il nome proprio dall'arma grazie alla loro somiglianza.
Nella puntata La prima classe della serie televisiva Chuck l'omonimo personaggio utilizza il nunchaku eseguendo varie evoluzioni, che poi si rivela inutile perché l'agente che lo voleva morto aveva già perso i sensi.

## Curiosità
Il nunchaku ha ispirato il Nunchuk, uno dei controller per la console Wii della Nintendo, avendo forma simile.